# Brothylus conspersus
Brothylus conspersus là một loài bọ cánh cứng trong họ Cerambycidae.